# David Lemaitre

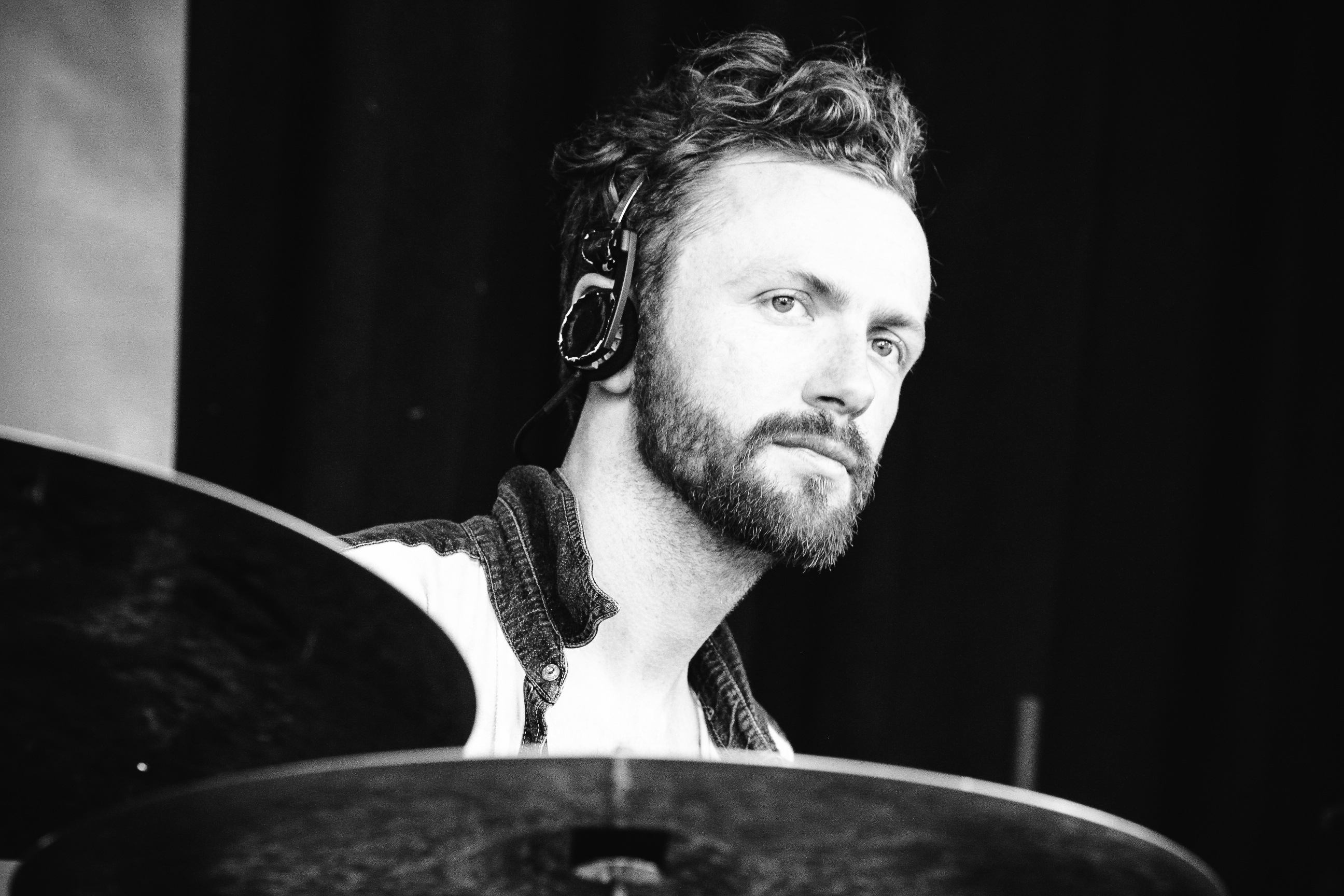
David Lemaitre beim Orange Blossom Special Festival 2014

David Tavolara Lemaitre (* 1985 in La Paz) ist ein bolivianischer Sänger und Komponist.

## Jugend
David Lemaitre wurde in La Paz als Sohn eines bolivianischen Ingenieurs und einer chilenischen Künstlerin geboren. Schon in jungen Jahren war er direkt mit der Musik verbunden und lernte Gitarre zu spielen. Sein Vater, ein Musikliebhaber, schmiedete viele Einflüsse Davids, indem er bolivianische und lateinamerikanische Volksmusik wie Mercedes Sosa und zu der Zeit einen gefeierten psychedelischen Rock wie Pink Floyd, The Beatles und Cat Stevens hörte. David Lemaitre erhielt seine Grund- und Sekundarschulausbildung an einer Privatschule, der Deutschen Schule La Paz. Dort lernte er die englische und deutsche Sprache.

## Werdegang
Mit Anfang zwanzig beschloss Lemaitre, durch Europa zu touren, und zog nach dem Abitur in Bolivien nach Deutschland, um Programmierung zu studieren. Seine Pläne änderten sich schließlich.
2005 gründete er die Band SchulzeMeierLehmann in Freiburg im Breisgau. Die drei befreundeten Bandmitglieder schafften es, der Popakademie Baden-Württemberg in Mannheim beizutreten. Drei Jahre später trennte sich SchulzeMeierLehmann. Dank seiner Kontakte spielt Lemaitre weiter in kleinen Bars, Pubs und Cafés mit Bands wie Get Well Soon, Chris Garneau, wodurch er nach und nach bekannter wurde und Jahre später einen Solo-Vertrag mit dem Label PIAS Recordings Germany unterschreiben konnte.
Derzeit lebt Lemaitre in Berlin.

## Diskografie
Am 19. April 2013 erschien sein Solo-Debütalbum von Latitude. Lemaitre betrachtet das Genre seines Album-Debüts als „geduldige Popmusik“, die eine hingebungsvolle Stimme, akustische Arrangements mit verschiedenen Folk-Sounds mischt.